# یاماموتو توگو
یاماموتو توگو (انگلیسی: Togo Yamamoto؛ زادهٔ ۴ نوامبر ۱۸۸۶) بازیگر اهل ژاپن است. وی بین سال‌های ۱۹۰۴ تا ۱۹۴۷ میلادی فعالیت می‌کرد.
از فیلم‌ها یا برنامه‌های تلویزیونی که وی در آن نقش داشته‌است می‌توان به همسر آن شب، بید مجنون اشاره کرد.